# Quiabaya (gemeente)
Quiabaya is een gemeente (municipio) in de Boliviaanse provincie Larecaja in het departement La Paz. De gemeente telt naar schatting 2.665 inwoners (2018). De hoofdplaats is Quiabaya.